# Tarnalelesz
Tarnalelesz je obec v Maďarsku v župě Heves.
Rozkládá se na ploše 37,13 km² a v roce 2024 zde žilo 1 524 obyvatel.